# Majd a mama megmondja!
A Majd a mama megmondja! (Mother Said) a Született feleségek (Desperate Housewives) című amerikai filmsorozat nyolcvanötödik epizódja. Az Amerikai Egyesült Államokban először az ABC (American Broadcasting Company) adó vetítette 2008. május 11-én.

## Mellékszereplők
- Celia Weston – Adele Delfino
- Kathryn Joosten – Karen McCluskey
- Peter Birkenhead – Dr. Joshua Dolan
- Rick Otto – Paul Bullock nyomozó
- Justine Bateman – Ellie Leonard
- Gary Cole – Wayne Davis
- Steve Kramer – Hewitt nyomozó
- Colleen McGrann – Lauren Baxter
- Amy Chaffee – Keri
- Hailee Denham – A kis Dylan

## Mary Alice epizódzáró monológja
- A narrátor, Mary Alice monológja az epizód végén így hangzik (a magyar változat alapján):

"Minden év májusának második vasárnapján van szokásban azokat az asszonyokat ünnepelni, akiktől az életet kaptuk, és még annyi minden mást. Azokat, akik védelmeznek minket minden áron. Akik bártan megküzdenek azokkal, akik ártani próbálnak nekünk. Akik a mi boldogságunkat előrébb helyezik a sajátjukénál. De legfőképp az anyai szeretetet ünnepeljük, ami fogyhatatlan, örök és feltétlen az első perctől kezdve."

## Érdekesség
- Ez az epizód először 2008. május 11-én, vasárnap, anyák napján került adásba az Egyesült Államokban.

## Epizódcímek szerte a világban
- Angol: Mother Said (Anya azt mondta)
- Olasz: Maternità (Anyaság)
- Francia: Dur dur d'être Maman (Nehéz anyának lenni)
- Francia-kanadai: L'amour ma	ternel (Az anyai szeretet)
- Spanyol: Mamá decía (Anya mondta)